# 劉嘴摩崖造像
劉嘴摩崖造像位於四川省眉山市丹稜縣中隆鄉，文物遺址年代判定為唐。2013年3月5日列為第七批全國重點文物保護單位。

## 簡介[2]
劉嘴造像在距縣城東南10公里忠隆鄉塗山村所屬的劉嘴，現屬雙橋鎮黃金村8組。系1980年代初發現，絕大部分為佛教造像，少許為道教造像，或佛道像共一龕窟。距鄭山摩崖造像東南1公里，中間橫隔寬約500米的深溝，共有84龕窟，大、小像2400尊。第51號龕下面有「天寶十二載」（753年）的造像碑記，第37號龕中的「元和十三年」（818年）題刻，是此處最晚的造像記。造像題材有：阿彌陀佛與五十二聞法菩薩、阿彌陀經變、千手觀音變、七佛、三佛、說法圖、觀音等等。這裡在古代是丹稜通往雅安名山一帶的通道，自唐代起就建有寺院，建在劉嘴的叫做萬佛寺。